# 伊帕拉 (危地馬拉)
14°37′N 89°37′W / 14.617°N 89.617°W

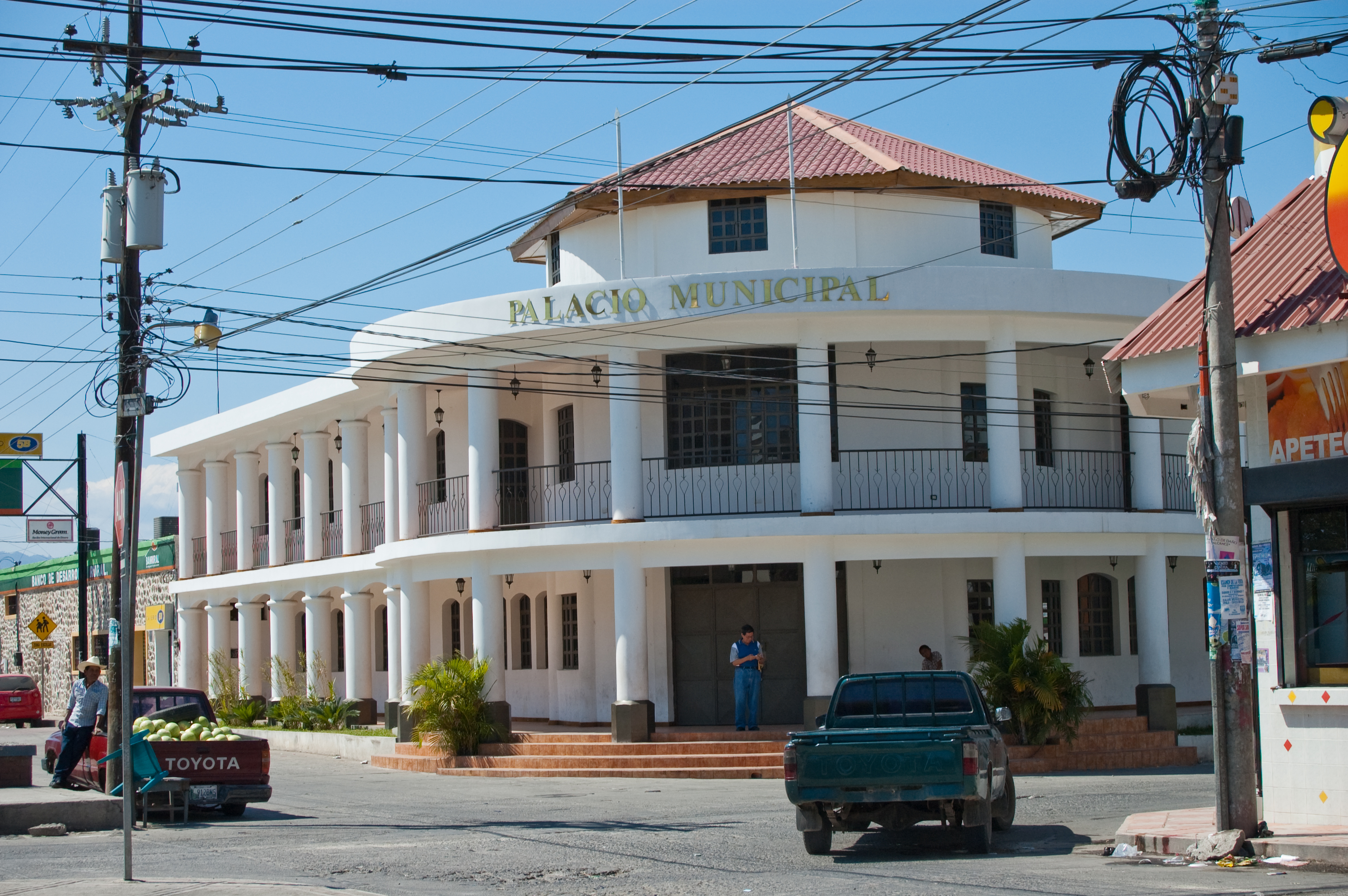

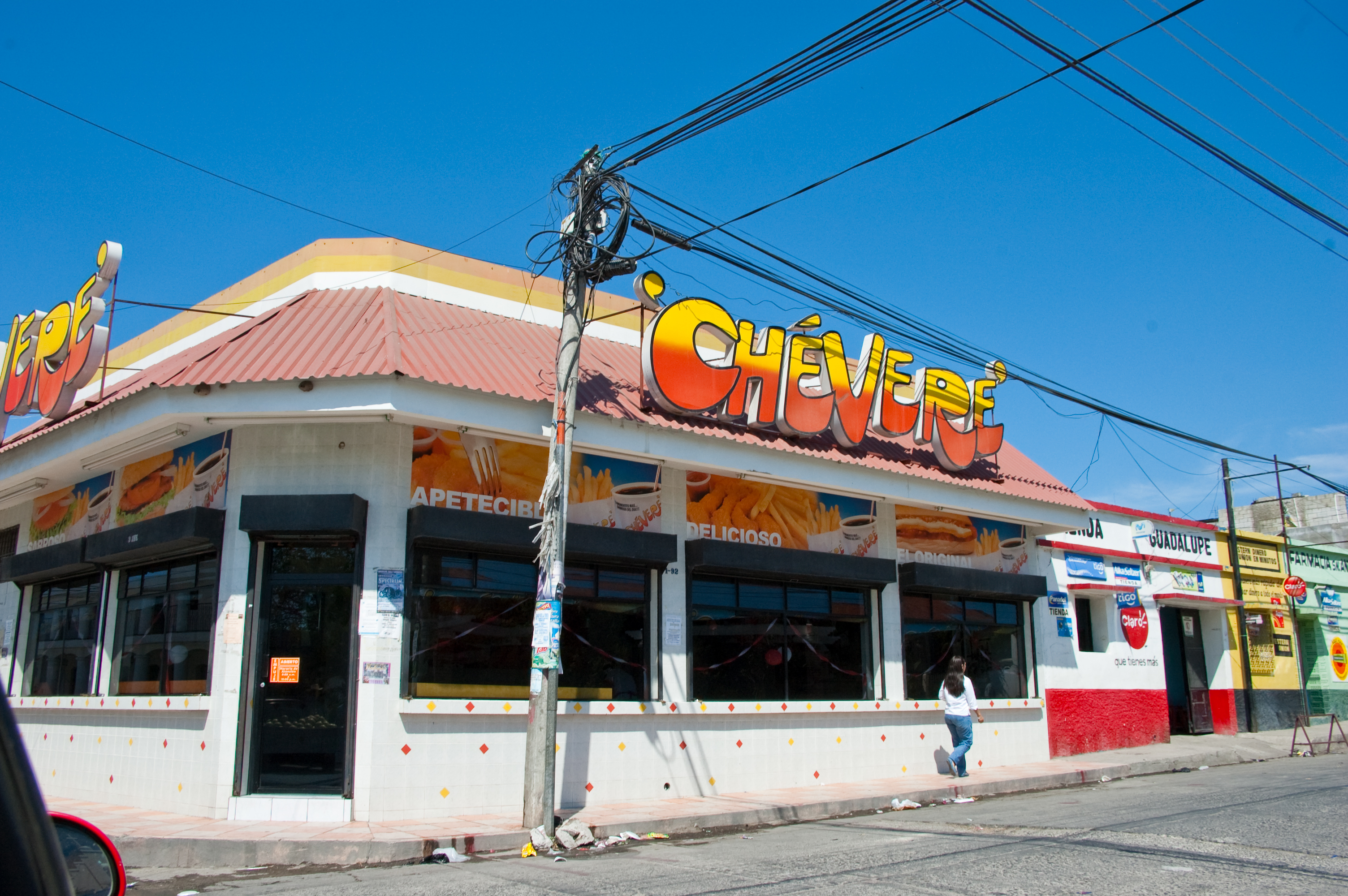

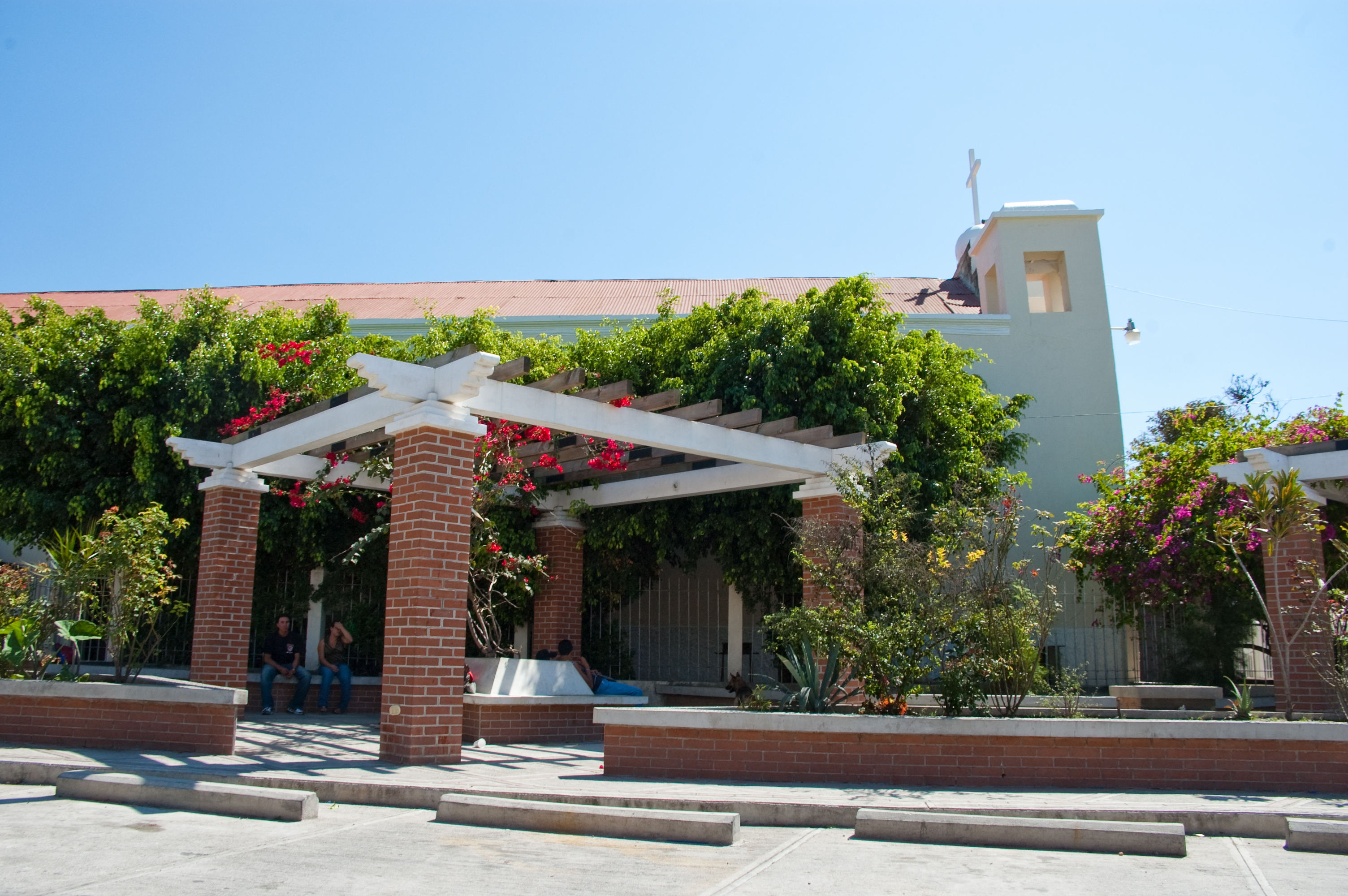

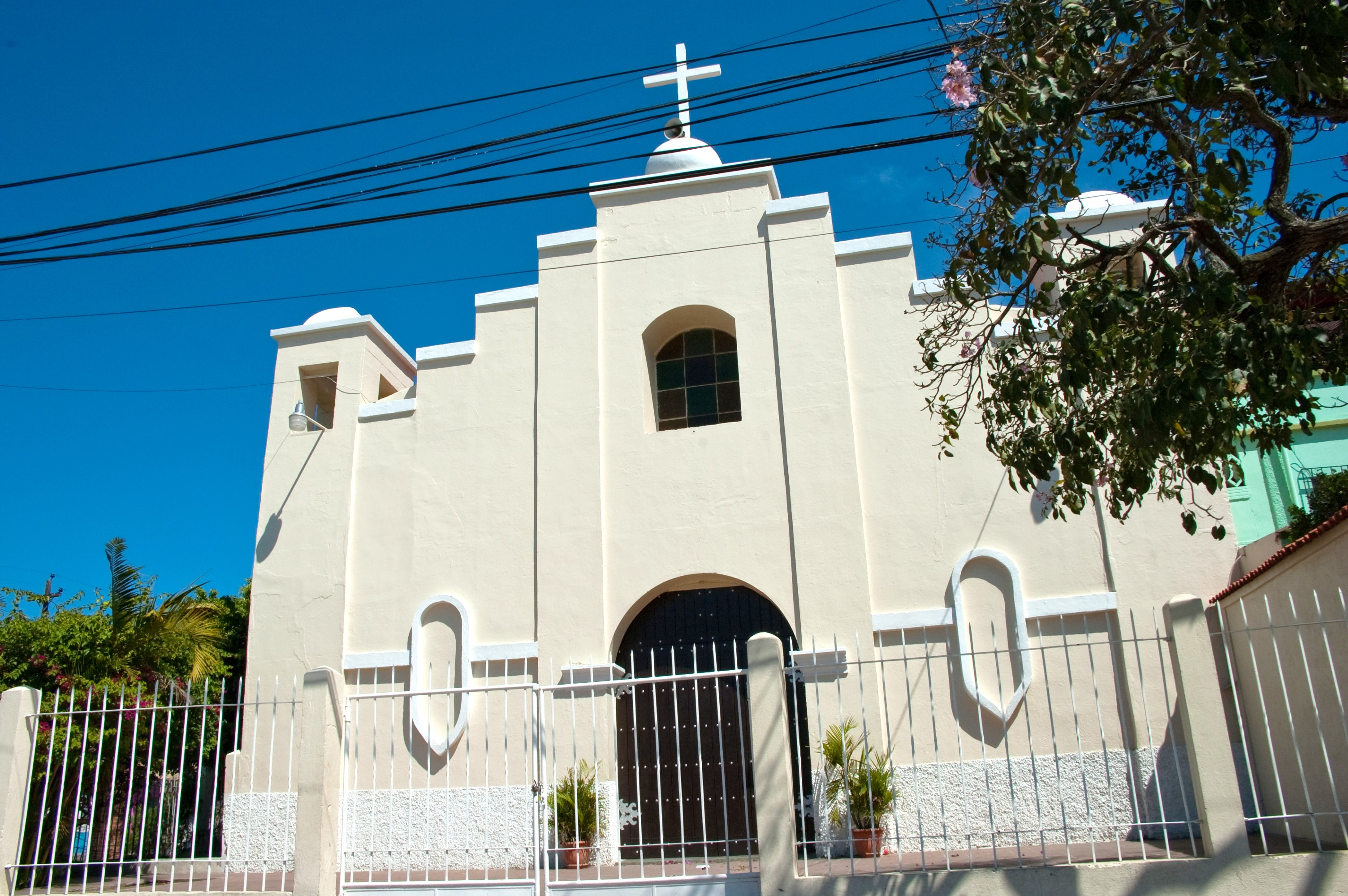

伊帕拉（西班牙語：Ipala），是危地馬拉的城鎮，位於該國東部，由奇基穆拉省負責管轄，面積228平方公里，海拔高度858米，2002年人口19,284，人口密度每平方公里84.58人。